# Тавін Ханпраб
Тавін Ханпраб (тай. เทวินทร์ หาญปราบ, нар. 1 серпня 1998) — таїландський тхеквондист, срібний призер Олімпійських ігор 2016 року.

## Виступи на Олімпіадах
| Олімпіада           | Дисципліна | Місце |
| ------------------- | ---------- | ----- |
| Ріо-де-Жанейро 2016 | до 58 кг   | 2     |

## Зовнішні посилання
- Тавін Ханпраб — олімпійська статистика на сайті Sports-Reference.com (англ.) (архівна версія)